# Zoltan von Boer
Zoltan von Boer, född 1924 i Transsylvanien, död 1989, var en ungersk-svensk konstnär och konservator.
von Boer studerade konst vid konstakademien i Budapest. Han flydde från landet 1948 och luffade runt i Europa fram till 1951 då han bosatte sig i Sverige. Hans konst består av porträtt och tragiska stilleben med surrealistiska skuggor. von Boer är representerad vid Moderna museet, Umeå museum, Kalmar konstmuseum, Norrköpings konstmuseum  och i Göteborgs kommun.